# Myrmozercon cyrusi
Myrmozercon cyrusi — вид мірмекофільних кліщів родини Laelapidae ряду Mesostigmata.

## Назва
Видова назва cyrusi дана на честь перського царя Кира Великого.

## Поширення
Ендемік Ірану. Відомий лише на північному сході країни у провінції Хорасан-Резаві.

## Опис
Довжина тіла 522—534 мкм. Спинний щит завдовжки 488—500 і завширшки 420—436 мкм. Від інших видів роду відрізняється дуже коротким перітремом, відсутністю щетинок на тазиках, єдиною вентральною мережею на вертлугах пальп. II і III пари ніг короткі (258—268 мкм, 268—272 мкм), ІІ і IV довші (288—298 мкм).

## Спосіб життя
Асоційований з мурахами роду Monomorium.